# Мешукі
Мешукі (пол. Mieszuki) — село в Польщі, у гміні Вишки Більського повіту Підляського воєводства.
Населення — 73 особи (2011).
У 1975-1998 роках село належало до Білостоцького воєводства.

## Демографія
Демографічна структура станом на 31 березня 2011 року:
|          | Загалом | Допрацездатний вік | Працездатний вік | Постпрацездатний вік |
| -------- | ------- | ------------------ | ---------------- | -------------------- |
| Чоловіки | 37      | 4                  | 20               | 13                   |
| Жінки    | 36      | 7                  | 15               | 14                   |
| Разом    | 73      | 11                 | 35               | 27                   |